# Schwerpunktweiterbildung Kinder- und Jugend-Kardiologie
Die Schwerpunktweiterbildung Kinder- und Jugend-Kardiologie ist eine in der Musterweiterbildungsordnung der deutschen Bundesärztekammer von 2018 aufgeführte Schwerpunktweiterbildung für Fachärzte für Kinder- und Jugendmedizin.

## Definition Gebiet Kinder- und Jugendmedizin
Das Gebiet Kinder- und Jugendmedizin umfasst nach der Definition der deutschen ärztlichen Weiterbildung in Deutschland die Prävention, Diagnostik, Therapie, Rehabilitation und Nachsorge aller körperlichen, psychischen und psychosomatischen Erkrankungen, Verhaltensauffälligkeiten, Entwicklungsstörungen und Behinderungen des Säuglings, Kleinkindes, Kindes, Jugendlichen und Heranwachsenden in seinem sozialen Umfeld von der pränatalen Periode bis zur Transition in eine Weiterbetreuung.

## Mindestanforderung
Um in Deutschland als Kinder- und Jugendkardiologe tätig werden zu können, müssen Kinder- und Jugendärzte über die Facharztausbildung hinaus noch eine 24-monatige Weiterbildung in Kinder- und Jugendkardiologie an einer anerkannten Einrichtung durchlaufen und eine Prüfung ablegen.
Bei der Anmeldung zur Weiterbildungsprüfung müssen der zuständigen Ärztekammer sämtliche Nachweise über die erfüllten Mindestanforderungen vorgelegt werden. Dazu gehören auch die Logbuch-Dokumentationen über alle durch die MWBO vorgegebenen Inhalte der Weiterbildung.

## Inhalte der Weiterbildung
Bei der Weiterbildungsprüfung muss man darlegen können, dass man Kenntnisse, Erfahrungen und Fertigkeiten unter anderem in folgenden Bereichen erlangt hat:
- Übergreifende Inhalte
  - Beratung bei prä- und postoperativen Zuständen und ihre medikamentösen, operativen und katheterinterventionellen korrektiven bzw. palliativen Behandlungsmöglichkeiten einschließlich Herz- und Herz-Lungen-Transplantation unter Berücksichtigung ihrer kurz-, mittel- und langfristigen Auswirkungen, Risiken und Limitationen
- Diagnostik und Therapie
  - angeborener kardiovaskulärer Fehlbildungen und Erkrankungen
  - der Herzinsuffizienz
  - pulmonal-arteriellen Hypertonie
- Prävention, Diagnostik und Therapie 
  - erworbener kardiovaskulärer Erkrankungen
  - der arteriellen Hypertonie
- Diagnostische Verfahren
- Herzrhythmusstörungen
- Postoperative Therapie
- Strahlenschutz.[2]

Die Inhalte der Musterweiterbildungsordnung sind allerdings nur eine Empfehlung für die rechtsverbindlichen Weiterbildungsordnungen der Landesärztekammern, die hiervon abweichende Regelungen treffen können.

## Zusatzweiterbildungen
Kinder- und Jugend-Kardiologen haben die Möglichkeit, sich durch Zusatzweiterbildungen weiter zu qualifizieren.

### Zusatzweiterbildung EMAH
Die Zusatzweiterbildung Spezielle Kardiologie für Erwachsene mit angeborenen Herzfehlern (EMAH) ist eine Qualifikation für  sowie Kinder- und Jugendmedizin mit Schwerpunkt Kinder- und Jugend-Kardiologie sowie für Fachärzte für Innere Medizin und Kardiologie.

### Zusatzweiterbildungen für Kinder- und Jugendärzte
Außerdem gelten für alle Kinder- und Jugend-Kardiologen die Zusatzweiterbildungen, welche sich an alle Kinder- und Jugendärzte richten.

### Zusatzweiterbildungen für Gebiete der unmittelbaren Patientenversorgung
Darüber hinaus können sich alle Kinder- und Jugendärzte in den Zusatzweiterbildungen qualifizieren, die Fachärzten der Gebiete der unmittelbaren Patientenversorgung vorbehalten sind.